# Beiwei Xiaozhuangdi
Beiwei Xiaozhuangdi of Yuan Ziyou (元子攸) (persoonlijke naam) was keizer van China van de Noordelijke Wei-dynastie van 528 tot 531. Hij was een van de marionettenkeizers in handen van de generaals op het einde van de Noordelijke Wei-dynastie, vooraleer die uiteen viel in de Oostelijke Wei-dynastie en de Westelijke Wei-dynastie.

## Levensloop
Xiaozhuangdi was een kleinzoon van keizer Beiwei Xianwendi. Toen zijn voorganger zijn neef keizer Beiwei Xiaomingdi werd vermoord door zijn moeder keizerin Hu, greep generaal Erzhu Rong in, elimineerde de keizerin, zette Xiaozhuangdi op de troon en dwong hem te trouwen met zijn dochter Erzhu Shilong.
Om vanonder het juk van generaal Erzhu Rong te komen, liet Xiaozhuangdi hem in 530 vermoorden, dit wekte te toorn van de Erzhu-clan. Ze zetten een tegenkandidaat, Yuan Ye, prins van Changguang, op de troon. Xiaozhuangdi werd uiteindelijk begin 531 vermoord. Yuan Ye bleek geen geloofwaardige keizer en werd gedwongen de troon af te staan aan de neef van keizer Xiaozhuang, Yuan Gong, de prins van Guangling, die postuum de naam Jiemin ontving.